# Castanea sativa
Castanheiro, castanheira, castanheiro-bravo, castanheira-portuguesa (no Brasil), castinheiro (nome científico: Castanea sativa) é uma árvore de grande porte, muito abundante no interior norte e centro de Portugal, cuja inflorescência (ouriço) contém a castanha, que formou, juntamente com o trigo, cevada e centeio, a base da alimentação em Portugal até ao século XVII. No sul é rara, apenas aparecendo em áreas muito elevadas como a Serra de São Mamede (Marvão).
O castanheiro produz também madeira de excelente qualidade, o castanho, muito usada no passado na construção em Portugal, nomeadamente na região norte do país. É ainda hoje muito utilizada em mobília e decoração interior. Desde tempos remotos que é conhecida na Península Ibérica.
Alberto Sampaio, referindo-se à alimentação do camponês nortenho na Idade Média, diz: «Os frutos, sobretudo as castanhas, encontravam-se num dia ou noutro na mesa do lavrador». As castanhas menores e tocadas pelos bichos serviam de ração para porcos. A partir da Idade Média, a introdução do pinheiro-bravo (Pinus pinaster) foi um dos grandes responsáveis pelo recuo desta espécie, bem como do carvalho. Mais tarde, a introdução do milho e da batata fizeram a castanha perder a importância que tinha na alimentação da população.
Hoje, a castanha está intimamente ligada às comemorações de São Martinho e ao Magusto, sendo consumida durante o outono, normalmente assada ou cozida. Apesar de a planta se encontrar em declínio, devido à concorrência de outras espécies florestais, à doença da tinta e ao abandono dos campos, o seu fruto ainda é uma exportação agrícola portuguesa importante (aproximadamente 4% da produção mundial).
Atualmente os concelhos de Vila Pouca de Aguiar e Valpaços, na província de Trás-os-Montes são os maiores produtores de castanha, e embora este fruto não seja, nos dias de hoje, a base da alimentação da população transmontana, é uma enorme fonte de rendimento em termos monetários, visto que o seu preço atinge muitas vezes valores superiores a 2,50 €uros por quilo.
A um conjunto de castanheiros chama-se souto, soito ou castinçal.

## Cultivares
Produzem-se diferentes cultivares de Castanea sativa, entre outros:
| - Amarelal - Aveleira - Bária - Branca - Courelã |  | - Colarinha - Cota - Judia - Lada - Longal |  | - Martaínha - Negral - Pressa - Portelão - Rebordã |  | - Verdeal - Vermelhal - Vilachã |

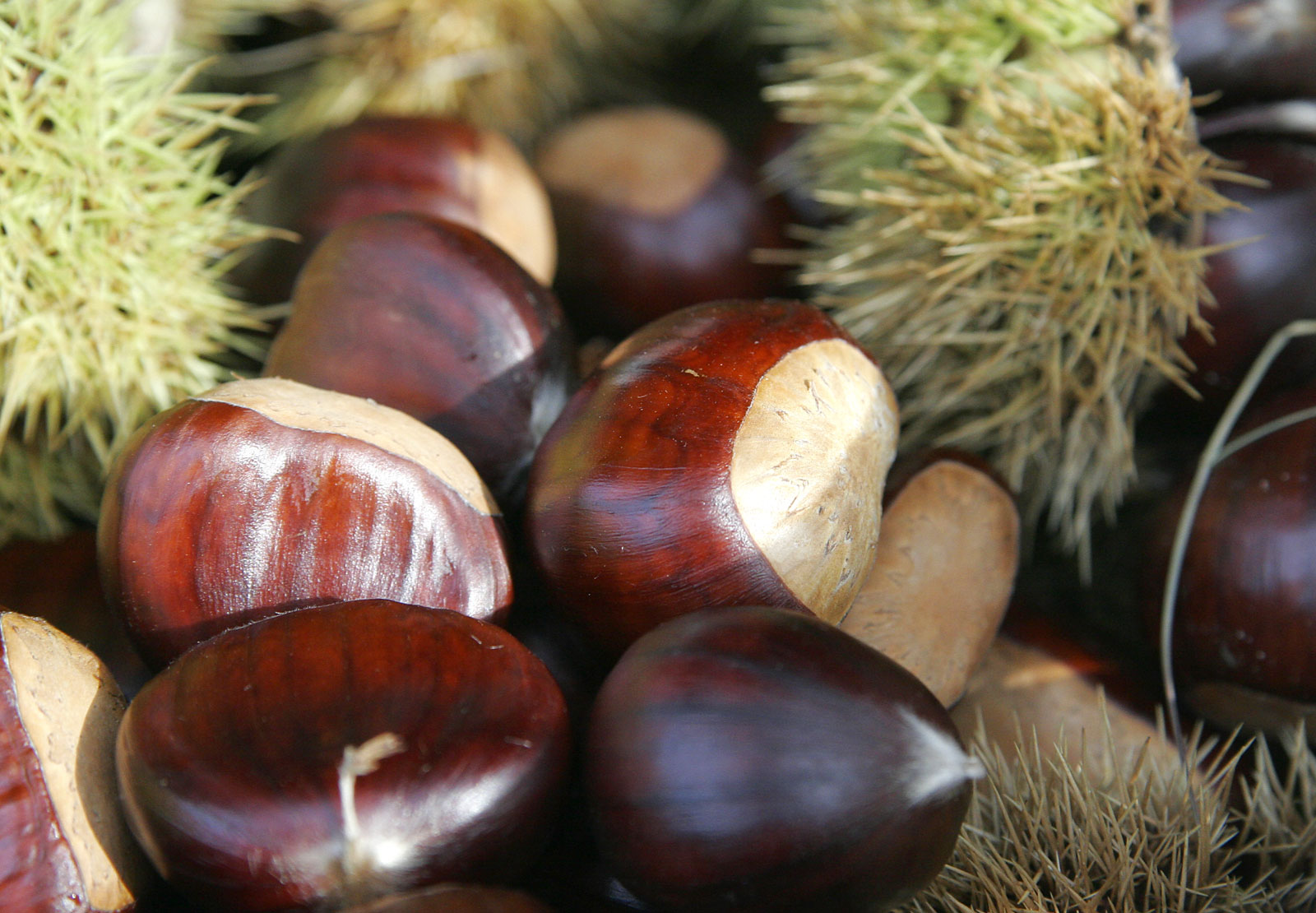
A castanha
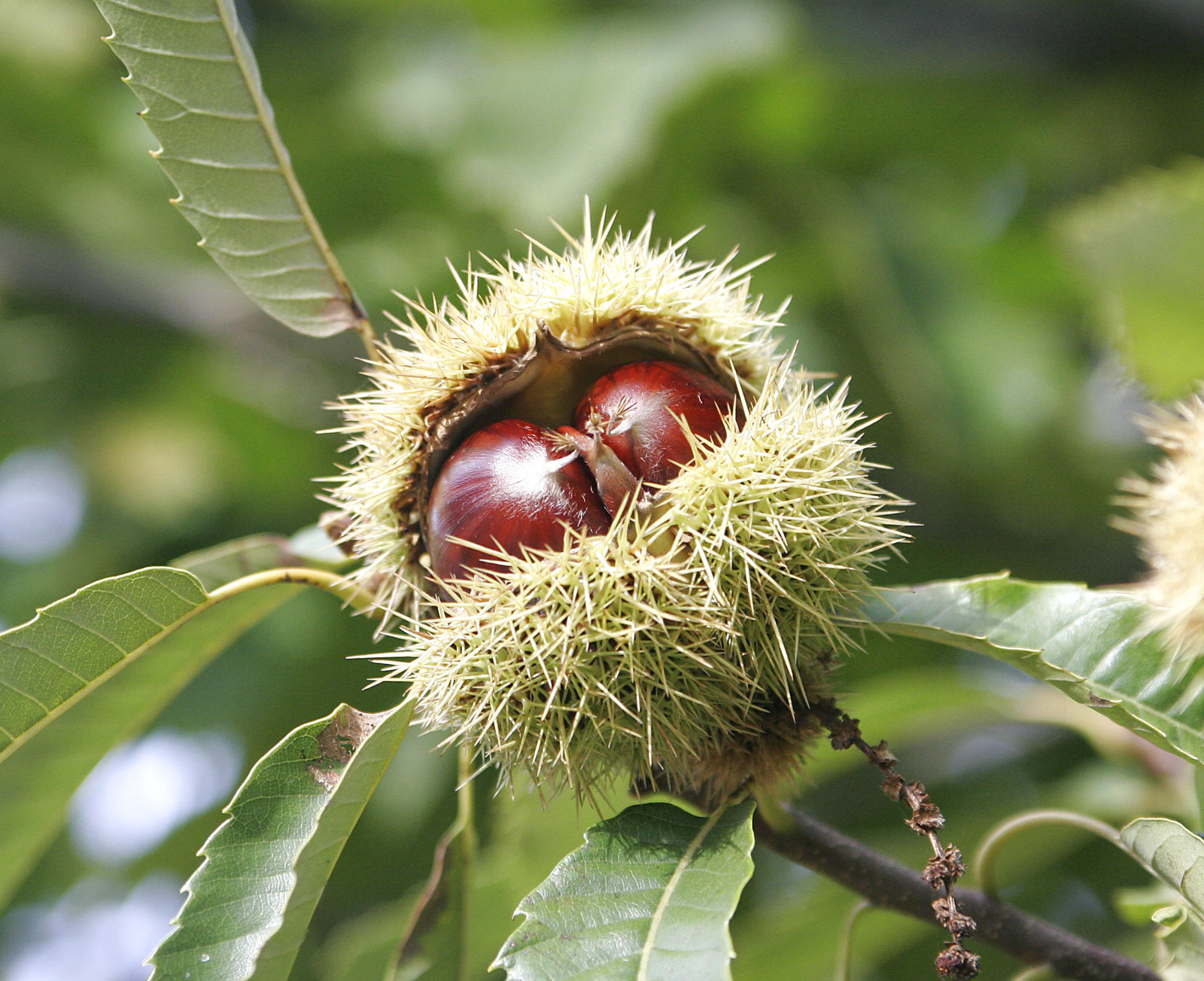
Frutos com a castanha
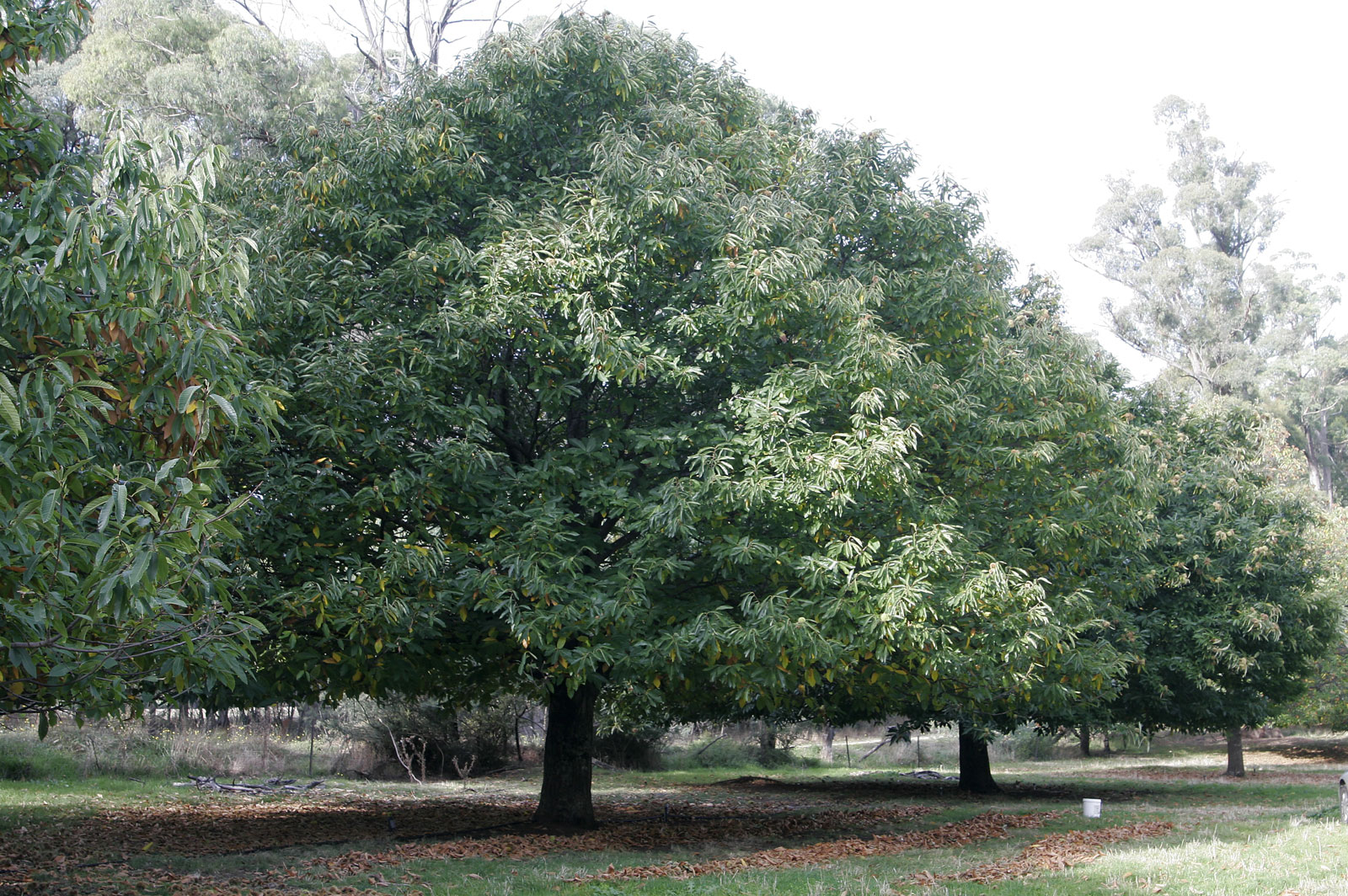
A castanheira
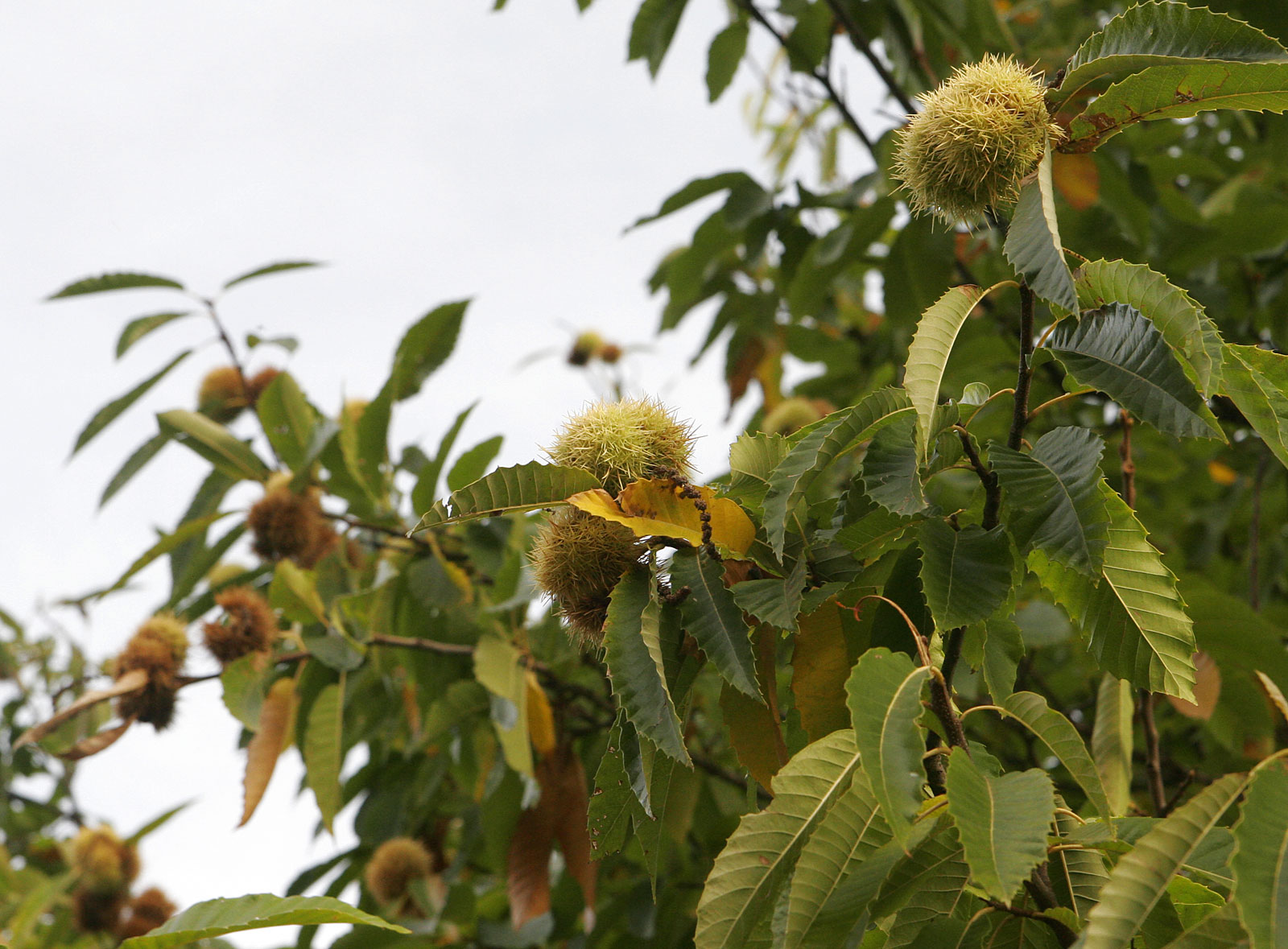
Ramo com frutos
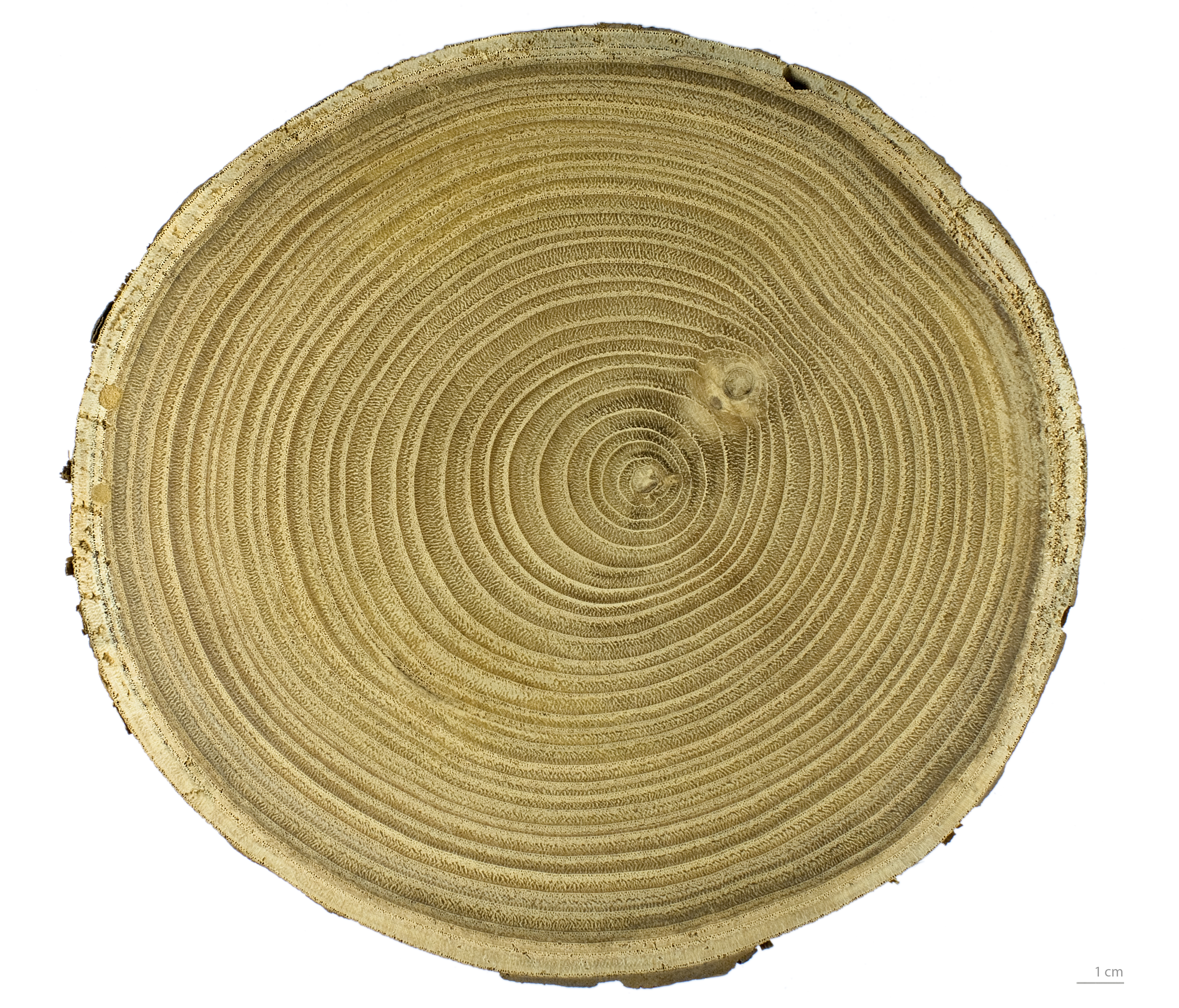
Castanea sativa - MHNT
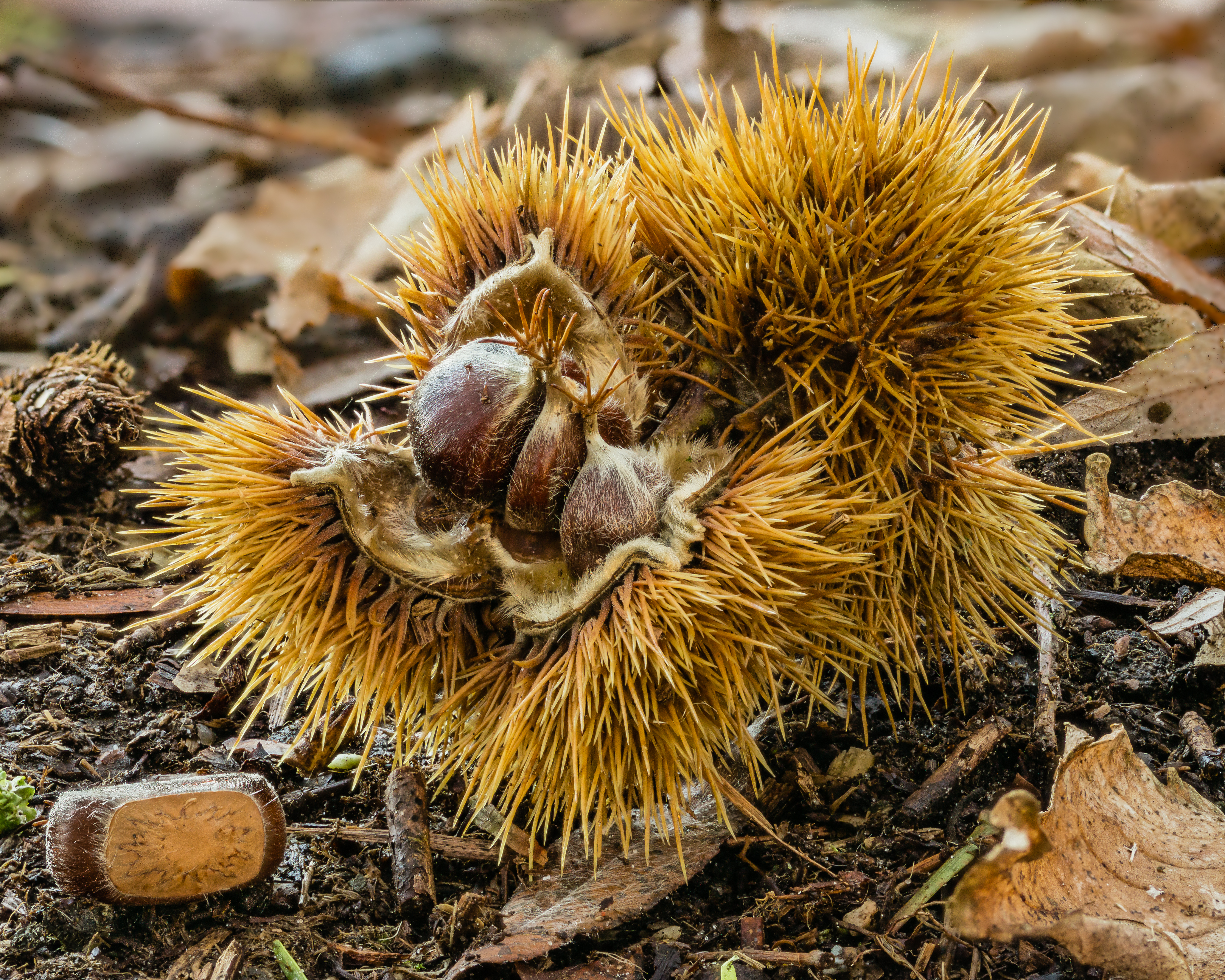
Castanhas caídas de uma Castanea sativa.